# Open Era
Als Open Era (deutsch „Offene Ära“) bezeichnet man im Tennissport den Zeitraum seit der Zulassung professioneller Tennisspieler zu den wichtigsten Turnieren, einschließlich der Grand-Slam-Turniere. Zuvor war nur Amateuren die Teilnahme an diesen Wettbewerben gestattet. Seit dem Beginn der Open Era im Frühjahr 1968 tragen viele der bekanntesten Turniere den Begriff Open in ihrem Namen, wie etwa die Australian Open, die French Open und die US Open.
Als erstes offenes, also sowohl für Amateure als auch professionelle Spieler zugelassenes Turnier wurden ab dem 22. April 1968 die British Hard Court Championships in Bournemouth ausgetragen. Sieger dieses Sandplatzturniers wurde der Australier Ken Rosewall. Rosewall wurde mit seinem anschließenden Triumph in Paris auch erster Grand-Slam-Turniersieger der Open Era. Insgesamt wurden im Jahr 1968 zwölf offene Turniere ausgetragen.